# Momir Rnić (serbski piłkarz ręczny)
Momir Rnić, (srb. Момир Рнић) (ur. 1 listopada 1987 roku w Zrenjaninie), serbski piłkarz ręczny, reprezentant kraju, lewy rozgrywający. Obecnie występuje w Bundeslidze, w drużynie Frisch Auf Göppingen.

## Sukcesy

### reprezentacyjne
- Mistrzostwa Europy:
  -  2012

### klubowe
- Mistrzostwa Słowenii:
  -  2009
  -  2010
- Puchar EHF:
  -  2009

## Nagrody indywidualne
- Król strzelców Pucharu EHF w sezonie 2012/13 (59 bramek)